# Podróż apostolska Jana Pawła II na Słowację (1995)
66 podróż apostolska papieża Jana Pawła II odbyła się w dniach 30 czerwca – 3 lipca 1995 roku na Słowację. Była to druga pielgrzymka Ojca Świętego do tego kraju. W czasie jej trwania papież kanonizował trzech świętych męczenników koszyckich (w tym Polaka – św. Melchiora Grodzieckiego).

## Przebieg
30 czerwca w Bratysławie odbyło się powitanie na lotnisku dokonane przez najwyższe władze państwowe i kościelne Słowacji, później papież spotkał się z księżmi i zakonnikami w konkatedrze św. Marcina. Jan Paweł II tego dnia także odwiedził Nitrę, gdzie spotkał się z młodzieżą. 1 lipca odwiedził sanktuarium w Sastinie. Odprawił mszę świętą w narodowym sanktuarium i koronował figurę Matki Bożej Siedmiu Boleści, później spotkał się z przedstawicielami Konferencji Episkopatu Słowacji. W Bratysławie odbyło się spotkanie Jana Pawła z prezydentem i premierem w pałacu prymasowskim, później odbyło się spotkanie z przedstawicielami innych wyznań w nuncjaturze apostolskiej. Na końcu było nabożeństwo różańcowe w kościele sióstr urszulanek.
2 lipca w Koszycach odbyła się Msza św. na lotnisku w czasie której nastąpiła kanonizacja trzech męczenników koszyckich: Melchiora Grodzieckiego, Marka Kriża i Stefana Pongracza. Ojciec Święty odwiedził też Preszów, gdzie modlił się przy grobie abpa Gojdica w katedrze. Papież modlił się także pod pomnikiem poświęconym pamięci 24 męczenników protestanckich. Spotkał się też z wiernymi obrządku greckokatolickiego.
3 lipca w Lewoczy papież odprawił mszę św. w sanktuarium maryjnym. Udał się w Tatry nad Staw Wielicki. W Popradzie nastąpiła ceremonia pożegnalna na lotnisku.